# 鹿尾羓
鹿尾羓為中藥藥材，常被誤解為鹿的生殖器官，但其實為梅花鹿或馬鹿的尾部組織。其性溫味甘咸，養血滋陰，壯腎陽，益精髓。主治腰脊痛、腎虛、遺精等症。鹿尾羓與鹿茸同為高價藥材，有指「阳气聚于角，阴血聚于尾」，是鹿的血氣精華。

## 外部連結
- 吃出健康 美麗─紐西蘭鹿筋、鹿尾羓菜式 （页面存档备份，存于）
- 鹿尾羓[永久]
- 鹿尾羓 （页面存档备份，存于）
- 鹿尾 Lu Wei （页面存档备份，存于） 中藥標本數據庫 (香港浸會大學中醫藥學院) （繁體中文）（英文）